# Croatie aux Jeux olympiques d'hiver de 1994
Cet article contient des informations sur la participation et les résultats de la Croatie aux Jeux olympiques d'hiver de 1994 qui ont eu lieu à Lillehammer en Norvège. Il s'agit de la seconde participation du pays en tant que nation indépendante. La délégation y envoie 3 athlètes dans 2 sports et n'obtient aucune médaille.

## Délégation
La délégation croate envoie 3 athlètes aux jeux olympiques :
- Le skieur alpin Vedran Pavlek se classera 27e au slalom géant et 41e au Super-G.
- Les fondeurs Antonio Rački et Siniša Vukonić participent aux épreuves de ski de fond.